# Världen av i går
Världen av i går: En europés minnen (originaltitel: Die Welt von Gestern: Erinnerungen eines Europäers) är en exillitterär självbiografisk bok från 1942 av den österrikiske författaren Stefan Zweig. Första utgåvan på svenska utkom 1943, i översättning av Hugo Hultenberg.
Stefan Zweig började att skriva boken 1934, då han på grund av Nazitysklands annalkande Anschluss (annektering av Österrike, genomförd 1938) lämnade Österrike för exil i först England och därefter Brasilien. Boken utkom efter att Zweig hade begått självmord i februari 1942.